# Oquirrh, Utah
Oquirrh, Utah (енгл. Oquirrh) град је у америчкој савезној држави Јута.

## Демографија
По попису из 2000. године број становника је 10.390.
| Група             | 2000.         | 2010.    |
| Белци             | 8.508 (81,9%) | 0 (0,0%) |
| Афроамериканци    | 72 (0,7%)     | 0 (0,0%) |
| Азијати           | 141 (1,4%)    | 0 (0,0%) |
| Хиспаноамериканци | 1.307 (12,6%) | 0 (0,0%) |
| Укупно            | 10.390        | 0        |